# يوسف حتي
يوسف خوري حِتّي (1895 - 1989) طبيب وسياسي عثماني ثم لبناني. كان قد عُرِف بنشاطه الاجتماعي والتربوي والثقافي.

## سيرته
ولد في شملان، قرية في قضاء عاليه بمحافظة جبل لبنان سنة 1895. وهو أخ المؤرخ والأستاذ الجامعي اللبناني الأمريكي فيليب حتي. نال شهادة الطب وخدم طبيباً في الجيش العثماني مدةً قصيرةً. درِّس التشريح والأمراض الداخلية حتى عام 1928 ويقال «كان أول عربي أحرز لقب أستاذ». انتُخب نائباً في مجلس النواب اللبناني بين عامي 1947-1951. ثم عيِّن وزيراً للصحة عام 1957 في عهد حكومة سامي الصلح.
توفي في 13 نيسان/أبريل 1989 ميلاديًا عن عمرٍ ناهز 94 عامًا.

## مؤلفاته
معجم حِتّي الطِّبي (إنكليزي - عربي): يُعد من أشهر القواميس الطبية باللغة العربية. وضع بداياته عام 1967 وأهداه إلى الجامعة الأميركية ببيروت بمناسبة عيدها المئوي تخليداً لذكری تأسيس كليّة الطب سنة 1867، وفي عام 1989 أصدرت مكتبة لبنان ناشرون طبعة جديدة منه بالشراكة مع المُعجمي أحمد شفيق الخطيب، طُبعت ثمانية مرات، ثم أصدرت مكتبة لبنان طبعة جديدة منقحة ومزيدة بالرسوم سنة 2011م.
يقول حِتّي في مقدمته: «إن الطبيب العربي (وهو علی الأغلب ممّن درسوا المواد الطبيّة بلغة أجنبية - أو حتى الذي تلقّی علومه الطبية جُلّها أو بعضها باللغة العربية) يظلُّ بحاجة ماسَّةٍ إلى تعرُّف المصطلح الأجنبي المقابل للمصطلح العربي الذي يسمعُه أو يقرأُه أو يستخدمُه في ممارساتِه اليوميّة أو ضمن بحوث يعدها أو أحاديث ومحاضرات يلقيها.»

غلاف طبعة 2011 من قاموس حتي الطبي الجديد

## وصلات خارجية
- معجم حِتّي الطِّبی، إنكليزي - عربي على موقع أرشيف الإنترنت
- رسالة إلى فيليب حتي من أخيه يوسف حتي، 1941.
- رسائل من يوسف حتي إلى أخيه فيليب حتي جامعة مينيسوتا